# 16.ª Divisão (Japão)
A 16ª Divisão foi uma divisão de infantaria do Império do Japão que serviu durante a Segunda Guerra Mundial. A divisão foi formada 18 de julho de 1905 em Quioto, sendo destruída em Leyte no mês agosto de 1945.

## Comandantes
| Comandante                         | Data                                         |
| ---------------------------------- | -------------------------------------------- |
| Marechal Prince Morimasa Nashimoto | 6 de agosto de 1917 - 25 de novembro de 1919 |
| Lt. General Moriharu Shigi         | 25 de novembro de 1919 - 6 de agosto de 1923 |
| Lt. General Yoshinosuke Yamada     | 6 de agosto de 1923 - 2 de março de 1926     |
| General Jiro Minami                | 2 de março de 1926 - 5 de março de 1927      |
| Lt. General Saburo Matsui          | 5 de março de 1927 - 1 de agosto de 1930     |
| Lt. General Tsuruichi Yamamoto     | 1 de agosto de 1930 - 18 de março de 1933    |
| Lt. General Atsushi Kama           | 18 de março de 1933 - 1 de agosto de 1935    |
| Lt. General Inohiko Shibuya        | 1 de agosto de 1935 - 2 de dezembro de 1935  |
| Lt. General Tomo Kodama            | 2 de dezembro de 1935 - 2 de agosto de 1937  |
| Lt. General Kesago Nakajima        | 2 de agosto de 1937 - 15 de julho de 1938    |
| General Keisuke Fujie              | 15 de julho de 1938 - 30 de agosto de 1939   |
| Lt. General Kanji Ishiwara         | 30 de agosto de 1939 - 1 de março de 1941    |
| Lt. General Susumi Morioka         | 1 de março de 1941 - 1 de agosto de 1942     |
| Lt. General Shihei Oba             | 1 de agosto de 1942 - 1 de março de 1944     |
| Lt. General Shira Makino           | 1 de março de 1944 - agosto de 1945          |

## Crimes de Guerra
Soldados da divisão participaram do Massacre de Nanking, onde foram mortos cerca de 200 000 civis no ano de 1937.

## Subordinação
- 2º Exército - 31 de agosto de 1937
- Exército Expedicionário Shanghai - 30 de outubro de 1937
- Exército de Campo Norte da China - 15 de janeiro de 1938
- 2º Exército - 4 de julho de 1938
- 11º Exército - 9 de dezembro de 1938
- reserva - 11 de julho de 1939
- Distrito Central de Exército - 1 de agosto de 1940
- 14º Exército - 6 de novembro de 1941
- 35º Exército - de agosto de 1944

## Ordem da Batalha
outubro de 1941
- 16. Grupo de Infantaria (desmobilizada no dia 1 de outubro de 1943)
- 9. Regimento de Infantaria
- 20. Regimento de Infantaria
- 33. Regimento de Infantaria
- 16. Regimento de Reconhecimento
- 22. Regimento de Artilharia de Campo
- 16. Regimento de Engenharia
- 16. Regimento de Transporte
- Unidade de comunicação